# 神功
神功（しんこう）は、武周の武則天の治世に使用された元号。697年。

## 西暦・干支との対照表
| 神功 | 元年  |
| 西暦 | 697年 |
| 干支 | 丁酉  |